# 形成期
形成期（けいせいき）(Formative Period[Stage,Era])とは、メソアメリカ文明及びアンデス文明を扱う考古学の編年上で用いられる時代区分名で、土器の使用開始、若しくはトウモロコシ、豆、カボチャ等の栽培を行って、定住村落及び初期の神殿がつくられはじめた時代のことをいう。
ゴードン・ランドルフ・ウィリー(Gordon R.Willey)とフィリップ・フィリプス(Philip Phillips)によって1958年に著されたMethod and Theory in American Archaeologyに掲載された石期(Lithic)、古期(Archaic)、形成期、古典期(Classic)、後古典期(Postclassic)の五段階時期区分の三番目の時期として位置づけられたのが初出である。
そのため、その開始については、絶対年代としては漠然としており、メソアメリカでは、最近の研究成果から紀元前2000年ごろとされ、ペルーでは、紀元前1800年ころの形成期の始まりとする。最近では、ペルーで数多くの調査を行ってきた日本の東大アンデス文明調査団が、形成期の開始をアンデス地方一帯に、神殿建築が広範囲に普及する紀元前2500年頃からにすべきだと主張している。形成期の終りは、メソアメリカにおいては、マヤ文明の石碑が盛んに建立されはじめる年代である紀元後元後250年から300年頃と位置づけ、アンデスでは紀元前300年から紀元前後くらいに位置づけているようである。
形成期が、
石期→古期→形成期（土器を使用して、定住生活がはじまりギリシャ・ローマ的な古典文明へむけて形成される時代）
→古典期（ギリシャ・ローマ的な文明が完成し、繁栄した時代）
という社会進化論的な語感を伴うため、アメリカの研究者は、メソアメリカについては、マヤ文明にエル・ミラドールに見られるような古典期の祭祀センターを凌駕するような巨大な都市が建設されはじめたことに着目し、先古典期(Preclassic)の名称を使用し、アンデス文明に関しては、先土器期→草創期（開始期Initial　Period）→初期ホライズン...といった時期区分名を用いる。